# Байрон (остров)
Байрон (исп. Isla Byron) — необитаемый остров в Тихом океане в южной части Чили, в составе архипелага Гуаянеко. Назван в честь лейтенанта Джона Байрона с британского корабля «Вейджер», который потерпел крушение у берегов острова в 1741 году.

## География
Байрон является крупнейшим островом в составе архипелага Гуаянеко, который находится в Тихом океане, у юго-западного побережья Чили. Он отделён проливом от второго по величине острова, Вейджер.

## История
Исследователи полагают, что архипелаг Гуаянеко был зоной соприкосновения разных племён коренных американцев, живших к северу и югу от него. Европейцы начали появляться в этих водах после открытия Магелланова пролива в 1520 году. Участники морской экспедиции Франсиско де Уллоа 1553 года были первыми европейцами, столкнувшимися с народом чонос. Из-за ложных слухах о европейских поселениях вблизи Магелланова пролива испанцы направили сюда экспедиции во главе с Бартоломе Гальярдо (1674—1675) и Антонио де Веа (1675—1676).